# قطب‌الدین خسرو هذبانی
قطب‌الدین خسرو هذبانی فرزند بلیل  از سران نامدار هذبانی بود.ابوعلی و ابوالحسن بن موسک دایی‌های او بودند.مسجد و مدرسه قطبیه در قاهره ساخته اوست.